# فیلیپ بواس
فیلیپ بواس (فرانسوی: Philippe Boisse‎؛ زادهٔ ۱۸ مارس ۱۹۵۵) شمشیرباز اهل فرانسه بود.
وی در مسابقات کشوری و بین‌المللی در مجموع برندهٔ ۲ مدال طلا، ۱ مدال نقره شده‌است.